# Rajpal Yadav
Rajpal Yadav (ur. 26 listopada 1970) – indyjski aktor znany z ról komediowych i negatywnych. Pochodzi z Shahjahanpur w Uttar Pradesh. Ma wielu fanów w Indiach i na świecie wśród miłośników indyjskich filmów.
W 2005 roku zagrał główną rolę w filmie do własnego scenariusza Main, Mere Patni Aur Woh i uzyskał za swoją pracę pochlebne recenzje. Zdobył też popularność i uznanie krytyków za komediowe role w takich filmach jak: Hungama, Waqt: The Race Against Time, Malamaal Weekly i Chup Chup Ke. 1 nagroda, 5 nominacji do nagród.

## Filmografia
- Bhoothnath (2008)
- Krazzy 4 (2008)
- Bhool Bhulaiyaa (2007) Chota Pandit
- Dhol (2007) Makrand (Maru)
- Partner (2007) Chota Don
- Benaam (2007)
- Baabul (2006) Panchi
- Apna Sapna Money Money (2006) Chota Sarkar
- Chup Chup Ke (2006) – Bandya
- Phir Hera Pheri (2006) – Pappu
- Ladies Tailor (2006)
- Darna Zaroori Hai (2006) – sprzedawca ubezpieczeń
- Shaadi Se Pehle (2006) – Shayar Kanpuri
- Malamaal Weekly (2006) – Baj 'Bajey' Bahadur
- Tom, Dick, and Harry (2006)
- Shaadi No. 1 (2005) – h
- Garam Masala (2005) – Babban
- Main, Mere Patni Aur Woh (2005) – Mitilesh
- Maine Pyaar Kyun Kiya? (2005) – Thapa
- Paheli (2005) – Bhoja
- Netaji Subhas Chandra Bose: The Forgotten Hero (2005) – Bhagat Ram Talwar
- Kyaa Kool Hai Hum (2005) – gościnnie
- Waqt: The Race Against Time (2005) – Laxman – nominacja do Nagrody Filmfare dla Najlepszego Aktora Komediowego
- Pobierzmy się (2004) – Raj Purohit/Paul – nominacja do Nagrody Screen Weekly dla Najlepszego Aktora Komediowego
- Ek Aur Ek Ghyara (2003)
- Gdyby jutra nie było (2003) – Guru
- Hungama (2003) – Raja – nominacja do Nagrody Screen Weekly dla Najlepszego Aktora Komediowego
- Darna Mana Hai (2003) – sprzedawca jabłek
- The Hero: Love Story of a Spy (2003) – przyboczny majora
- Main Madhuri Dixit Banna Chahti Hoon! (2003) – nominacja do Nagrody Screen Weekly dla Najlepszego Aktora, nominacja do Nagrody Zee Cine dla Najlepszego Aktora Drugoplanowego
- Maine Dil Tujhko Diya (2002)
- Road (2002) – pracownik na stacji benzynowej
- Company (2002) – Joseph
- Tumko Na Bhool Payenge (2002) – Lallan
- Chandni Bar (2001) – Iqbal Chamdi
- Pyaar Tune Kya Kiya (2001) – Office clerk
- Jungle (2000) – Sippa – Nagroda Screen Weekly za Najlepszą Rolę Negatywną
- Dil Kiya Kare (1999) – stróż w szkole
- Mast (1999) – pracownik kawiarni